# Fuentes del derecho

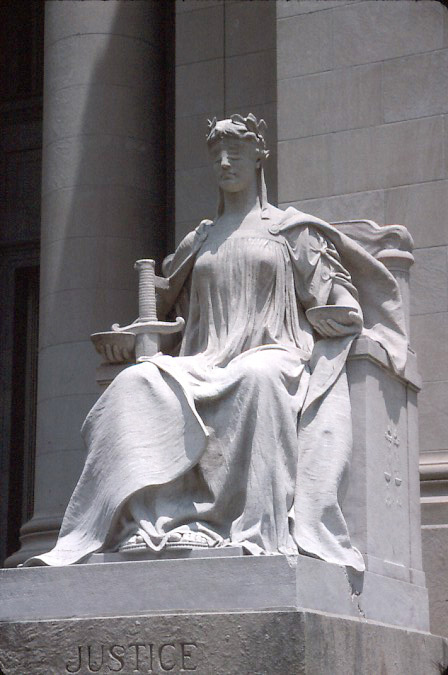
La justicia se representa por una mujer con los ojos vendados, con una balanza en una mano y una espada en la otra.

El término fuentes del derecho designa todo lo que contribuye o ha contribuido a crear el conjunto de reglas jurídicas aplicables hoy por las personas. 
Como regla general las principales fuentes del Derecho, fueron la religión y las costumbres. De ahí emanó la moral que fuese tratada y estudiada por la ética y luego por el derecho.
En los países con derecho escrito, las fuentes del derecho son generalmente encontradas en tratados internacionales, constituciones, leyes, reglamentos. Sin embargo, otras fuentes son a veces admitidas según la materia, tales como la costumbre, los principios generales del derecho consagrados por la jurisprudencia (a veces inspirados por la doctrina de juristas especializados, profesores, abogados, magistrados, etc.) o unos principios de derecho natural, universales, escritos en la naturaleza y costumbres de los seres vivos y el ser mismo de las cosas.
Las fuentes del derecho son un criterio de determinación del sistema jurídico de un país o nación considerado sus antecedentes, los que pueden ser:
- El derecho escrito, por ejemplo el derecho romano, las constituciones de las polis griegas o los estados europeos.
- El derecho anglosajón, basado en la jurisprudencia o conjunto de sentencias precedentes (Common law).
- El derecho natural, o iusnaturalismo, que se distingue del derecho positivo por defender la existencia de unas reglas universales o derechos del hombre inalienables e innatos desde su misma existencia.

Las fuentes del derecho son los actos o hechos pasados de los que deriva la creación, modificación o extinción de normas jurídicas. A veces, también, se entiende por tales a los órganos de los cuales emanan las leyes que componen el ordenamiento jurídico (conocidos como órganos normativos o facultades normativas), y a los factores históricos que inciden en la creación del derecho. De las fuentes del derecho se desprenden, respectivamente, las nociones de fuentes materiales (o fuentes en sentido material), fuentes formales (o fuentes en sentido formal) y fuentes históricas.

## Historia del término
La palabra “fuente” tiene un primer significado  muy lejano al mundo jurídico: alude al «manantial de agua que brota de la tierra». Por ello es comprensible que la expresión «fuente del derecho» naciera con un sentido más metafórico. Ya desde antiguo se usó esta expresión en su sentido metafórico. Entre los juristas más célebres que la usaron se cuentan Cicerón (De legibus: I, 6, 20), Livio (III, 34, 6) y Aulo Gelio (Noctes Atticae: X, 20, 7). Con el tiempo la expresión tornó más abstracta y servía para indicar cualquier «principio, fundamento u origen de algo» y en el campo jurídico comenzó a usarse para designar «la razón primitiva», «la causa generatriz o productora del derecho».
La expresión fue de uso pacífico durante largo tiempo y poco a poco fue incluyendo más cosas. Tradicionalmente se consideró fuentes a varios de los títulos del derecho (como la ley, los contratos, los cuasi contratos, la costumbre, etc.; luego se habló de actos y negocios jurídicos, añadiéndose al estudio el “hecho jurídico” como fuente de las obligaciones).
Con el advenimiento del positivismo jurídico la cosa cambió. La palabra “fuente” se volvió controvertida, equívoca y, por último, cuestionada. Para los positivistas solo la ley dictada por la autoridad era fuente de derecho; al resto de “fuentes” —llamadas así en el mejor de los casos— serán calificadas de indirectas, secundarias, derivadas, etc. La entonces ley era, tanto el derecho, como su propia fuente.
Últimamente se ha recuperado la noción de fuente del derecho como aquella causa o causas productoras de derecho. Dependiendo de la noción de derecho las causas productoras serán distintas. Así por ejemplo, si el derecho se identifica con la ley del Legislativo, la causa productora será el procedimiento parlamentario y la promulgación de la ley; si el derecho la res iusta captada por la razón, la causa productora será la inteligencia humana; y si el derecho es concebido como derecho subjetivo, la causa será su título.

## Clasificaciones de fuentes del derecho
Hay muy diversas clasificaciones de fuentes del derecho. Una muy usada por la doctrina es la siguiente:
- Fuentes reales. Se refiere a los poderes, instituciones, o grupos sociales que están autorizados para crear leyes que reconocen o extinguen derechos o normas jurídicas en los distintos ámbitos. Ejemplo: la Comisión Europea
- Fuentes formales. Lugares donde están recogidas las normas: la legislación, la doctrina, principios generales del derecho, tratados internacionales, la jurisprudencia y la costumbre. Pueden ser tanto las que tienen vigencia actual como las que la han tenido. Son los procesos de creación de las normas jurídicas. Ejemplo: El proceso legislativo.
- Fuentes históricas. Testimonios, documentos (libro, papiro, inscripciones, etc.), restos u objetos que aporten información sobre los hechos que han tenido lugar. Son aquellos documentos del pasado que contienen una norma jurídica o ley. Ejemplo: Código de Hammurabi.

Otras clasificaciones distinguen las siguientes fuentes: 
- Por su orientación:
  - Fuentes políticas (programas de partidos políticos o movimientos revolucionarios). Pretenden crear presión colectiva o desencadenar procesos institucionales.
  - Fuentes culturales (grupos sociales u operadores jurídicos). Persiguen la observancia de las leyes surgidas en el pasado y el estudio teórico de la realidad social actual.
- Por la política en el momento en que se originan:
  - Fuentes originarias. Las que crean derecho ex nihilo (de la nada), sin un sistema jurídico precedente. Característico de los procesos revolucionarios. En este sentido, se puede hablar del poder constituyente originario.
  - Fuentes derivadas. Las que crean derecho usando los métodos procedimentales establecidos en un régimen jurídico preexistente. En este sentido, se puede hablar del poder constituyente derivado.
- Por la formalización:
  - Fuentes formales de conocimiento jurídico, entendido como formas de manifestación empírica de normas, instituciones, etc. que por su mera percepción nos hace conocer que son o tienen que ver con el derecho.
  - Fuentes formales de interpretación y aplicación, dentro de las cuales nos encontramos con las directrices de órganos externos que eligen a los órganos de interpretación y aplicación, así como dirigir su juicio. Segundamente, nos encontramos con los órganos de interpretación y aplicación, que son los tribunales de justicia. Por último nos encontramos las expresiones formales de las normas admitidas, concepto ligado al positivismo jurídico que alza como fuente superior a la ley, como fuente genuina. De la misma forma identifica a las fuentes estatales con las fuentes del derecho. Las fuentes restantes (costumbre, jurisprudencia y principios generales) aparecerán como subsidiarias para aplicar en defecto de ley.

Según la taxonomía aristotélica de las cuatro causas, la doctrina ha distinguido:
- Causa formal: Es una causa intrínseca que se refiere a la forma que tiene el derecho, la misma que puede ser derecho como ley, como costumbre, como res iusta, o como derecho subjetivo.
- Causa real: Es una causa intrínseca que señala de qué está compuesto, cuáles son sus materiales o donde se asienta materialmente la cosa. Puede asentarse en la mente humana a manera de hábito intelectual (entonces se habla de conocimiento jurídico), en el lugar donde se promulga la ley (BOE, diario o registro oficial, etc.), en los libros de la doctrina, o en otros lugares. En las fuentes materiales es posible hallar el texto de la ley o del derecho.
- Causa eficiente: Es una causa extrínseca de las cosas, también llamada causa agente o productora. Pueden ser varias: los agentes/sujetos que producen el derecho (instituciones,  Dios, la razón, el ser humano, el sentimiento jurídico, etc.) y las acciones que lo producen (pro ejemplo, el acto de aprobar una ley).
- Causa final: Es la causa extrínseca de las cosas que les dota de sentido, que habla de su finalidad. En ella están los fines, bienes y valores jurídicos (la paz, libertad,  seguridad jurídica, obediencia, etc.) y en último término está el ser humano visto como fin último del ordenamiento jurídico.[2]

## Fuentes del derecho interno
Según la doctrina comúnmente aceptada, son fuentes del derecho interno:
- La Constitución. En algunos países, la Constitución puede ser no escrita, como pasa en algunos sistemas de derecho anglosajón.
- La ley en sentido amplio, que abarca todas las normas de rango legal emanadas tanto del poder legislativo como del poder ejecutivo. Su definición sería: la ley dictada por la autoridad competente, que manda o prohíbe en concordancia con la justicia y para bien de los gobiernos y de los ciudadanos.
- La costumbre. Las nota distintiva fundamental entre ley y costumbre se encuentra en su origen o procedencia, pues la ley procede del poder legislativo que la propia sociedad estatuye, mientras la costumbre lo hace de la misma sociedad, que mediante la observación continuada de una conducta acaba por imponerla como precepto. Aun así, esta no es una fuente del derecho, pero se toman los fundamentos de esta. No obstante lo anterior, en algunos ordenamientos puede ser fuente supletoria de la ley, como ocurre en el ordenamiento español.
- Los principios generales del derecho y la jurisprudencia, que complementan y sirven para interpretar las normas que han de ser aplicadas, por lo que son fuentes que en la práctica tienen mucha importancia.
- Los reglamentos emanados del poder ejecutivo, que por lo general desarrollan las leyes. Normalmente, tiene una dependencia jerárquica de la ley, sin perjuicio de la existencia de reglamentos derivados de la potestad reglamentaria autónoma.
- La doctrina, en tanto que puede influir en la adopción de normas o criterios de interpretación.

La prelación de fuentes la establece cada ordenamiento jurídico de forma diferente. La fuerza que se le da a la costumbre y a la jurisprudencia no es la misma.

## Fuentes del derecho Internacional

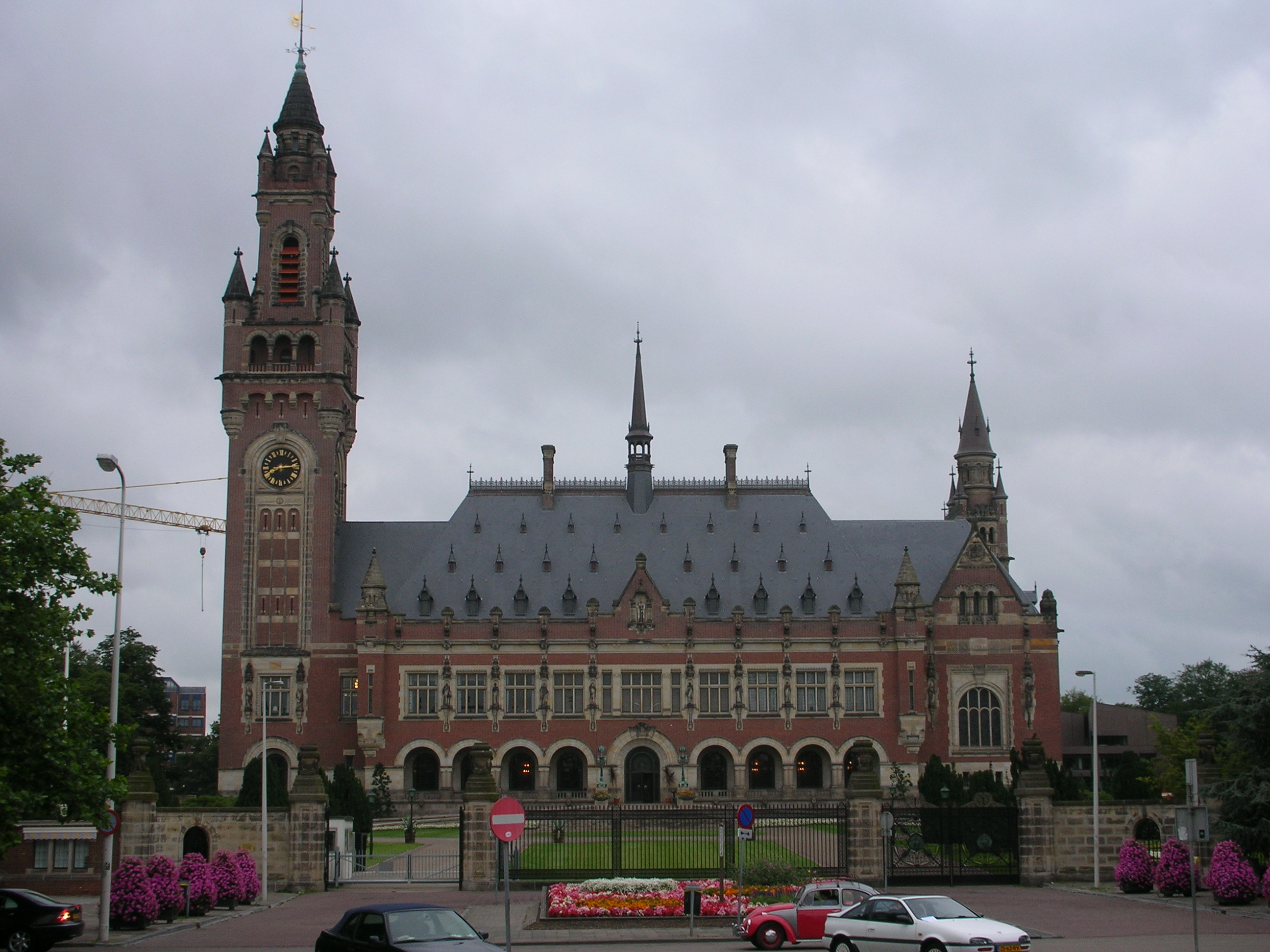
El Palacio de la Paz, sede de la Corte Internacional de Justicia.

En el marco del derecho Internacional, el Estatuto de la Corte Internacional de Justicia enumera como fuentes a:
- Los tratados, que pueden ser bilaterales o multilaterales, y rigen las relaciones entre los Estados;
- La costumbre internacional;
- Los principios generales del derecho;

A su vez, resultan medios auxiliares para la determinación del derecho Internacional:
- La jurisprudencia de los tribunales internacionales, en los términos del art. 59 del Estatuto;
- Las opiniones de la doctrina;

Se reserva, a pedido de ambas partes en la contienda, la posibilidad de fallar ex aequo et bono (según lo bueno y lo equitativo). Esto no constituye a la equidad en fuente, sino en medio elegido por los justiciables para solucionar sus disputas. Esto es así porque la equidad, analizada aisladamente, resulta ser un principio general del derecho, por lo que es fuente en base al art. 38.1.
Además, según cierta doctrina internacionalista, es posible mencionar también a:
- Los actos unilaterales de los Estados.
- Los actos y resoluciones de las Organizaciones internacionales.

Otros autores, en cambio, argumentan que las tres fuentes citadas en el art. 38.1 incisos a, b, y c —convenciones internacionales, costumbre internacional, principios generales del derecho— son las únicas que tienen tal carácter y el resto de las supuestas «fuentes» se reducen, en última instancia, a ellas tres.
En muchos casos la doctrina habla también del ius cogens. Son aquellas normas que la comunidad internacional en su conjunto entiende de obligado acatamiento y que sólo pueden ser revocadas por otra norma del mismo carácter. Estas disposiciones tienen reflejo en los artículos 53 y 64 de la Convención de Viena sobre el derecho de los Tratados. Pero, en último término, las normas de ius cogens son objeto de discusión y algunos países no reconocen su existencia. Generalmente, se las subsume en la costumbre internacional, con carácter de costumbre imperativa o -técnicamente- norma imperativa de derecho Internacional general.
La doctrina es casi unánime en admitir que no existe jerarquía alguna entre las tres fuentes formales citadas en el art. 38.1.

## Regulación por países

### España

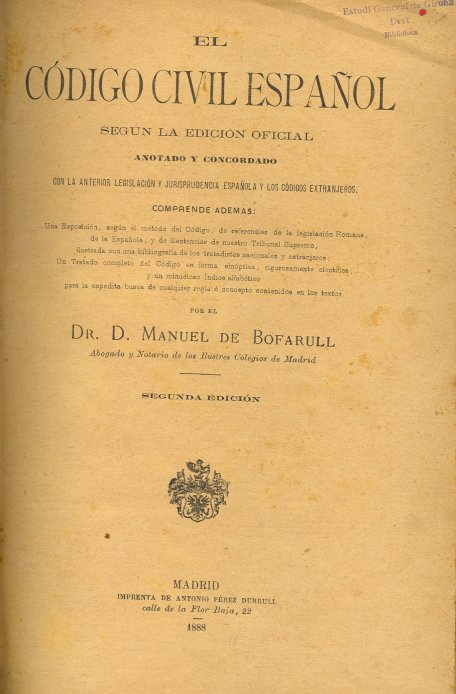
Primera página del Código Civil de España. Edición de 1888.

Según el artículo 1.1 del Código Civil, las fuentes del ordenamiento jurídico son «la ley, la costumbre y los principios generales del derecho».
La jurisprudencia (dos sentencias del Tribunal Supremo con el mismo pronunciamiento sobre una materia) no es considerada una fuente del derecho, ya que no está enumerada dentro del artículo mencionado anteriormente. El artículo 1.6 del Código Civil establece que «la jurisprudencia complementará el ordenamiento jurídico con la doctrina que, de modo reiterado, establezca el Tribunal Supremo al interpretar y aplicar la ley, la costumbre y los principios generales del derecho.»
En la actualidad, en España, se encuentra abierta una intensa polémica entre civilistas y constitucionalistas al respecto de la inclusión de la jurisprudencia del Tribunal Constitucional (TC) en la categoría de las fuentes del derecho. A favor de dicha inclusión se aduce que sus resoluciones crean verdaderas normas, aún en defecto de regulación estatal (p.ej. lo sucedido con el Servicio Militar Obligatorio y la objeción de conciencia), o incluso llega a constituirse como una fuente del derecho negativa, excluyendo leyes y reglamentos del ordenamiento jurídico tras un juicio sobre su constitucionalidad. En contra de estos argumentos, se plantea el hecho de que sus resoluciones son, a pesar de no tener carácter jurisdiccional (al no pertenecer el TC como tal al Poder Judicial ordinario), sentencias, esto es, actos de conocimiento del derecho, siendo por tanto inviable que el TC innove normativamente, pues de sus sentencias no emanan leyes ni reglamentos de ningún tipo, sino que tan solo son un tipo especial de fallos que vinculan a todos en cuanto a su condición de supremo intérprete de la Constitución.

### Guatemala
Según el artículo dos de la Ley del Organismo Judicial (Decreto 2-89 del Congreso de la República de Guatemala) la ley es la fuente del ordenamiento jurídico. Esta se verá nutrida por la jurisprudencia. La costumbre regirá sólo en caso de delegación de ley o cuando no exista ley de la materia y esta resulte probada. Ejemplo de esto se encuentra en el Código Civil en su artículo 475 (Decreto Ley 106 del jefe de Estado) respecto a la regulación de los mecanismos de designación de linderos y mojones, así mismo en materia de Trabajo y Previsión Social, la costumbre imperará en favor del trabajador, como lo prescriben los artículos 15, 20 y 116 del Código de Trabajo. (Decreto 1441 del Congreso de la República de Guatemala).
Respecto a la jurisprudencia, vale la pena mencionar la Doctrina Legal como fuente obligatoria de referencia para los jueces. Esta se configura en dos casos, respecto a la jurisdicción ordinaria, con la reiteración ininterrumpida de cinco fallos contestes en Casación, y tres en Sentencia de Amparo en Única Instancia, como lo prescribe el Código Procesal Civil y Mercantil en sus artículos 627 (Decreto Ley 107 del jefe de Estado) y el artículo 43 de la Ley de Amparo, Exhibición Personal y Constitucionalidad (Decreto 1-86 de la Asamblea Nacional Constituyente).
Dentro de las fuentes extraordinarias del derecho cabe mencionar el pacto colectivo de condiciones de trabajo según el artículo 49 del Código de Trabajo, la cual puede tener aplicación regional si se constituye como un pacto colectivo de condiciones de trabajo de industria, actividad económica o región determinada.
Por último, el contrato, como una norma individualizada, es considerado vinculante para sus otorgantes, haciendo coercible el cumplimiento de los mismos (Artículo 1534 Código Civil, Decreto Ley 106 del jefe de Estado de Guatemala).

### México
En México, son fuentes directas del derecho los textos legales y la jurisprudencia (decisiones reiteradas de la Suprema Corte de Justicia de la Nación en Pleno que también es obligatoria a las Salas de la SCJN) o funcionando en Salas; es importante señalar que también integran jurisprudencia las Controversias Constitucionales y las Contradicciones de Tesis, que es cuando dos Criterios sustentados por Tribunales Colegiados de Circuito se contraponen, siendo entonces la Suprema Corte de Justicia de la Nación en Pleno, o funcionando en Salas, que las resuelven determinando cual criterio es el que debe prevalecer, las cuales son de observancia obligatoria para todo el Poder Judicial de la Federación y del Fuero Común. La de los Tribunales Colegiados de Circuito que son obligatorios para Juzgados Federales y para todos los Tribunales del Fuero Común las cuales consisten en cinco decisiones consecutivas en mismo sentido y ninguna decisión en contra, pueden sentar un precedente obligatorio para los jueces y personas con alto grado legislativo, es decir, según esta exposición es de dimensión vertical de arriba abajo.
La costumbre es en algunos casos fuente delegada. Por ejemplo, en términos del artículo 17 de la Ley Federal del Trabajo, para que la costumbre pueda invocarse como tal y estar en posibilidad de reclamar su reconocimiento e implantación definitiva, es necesario que concurran las siguientes circunstancias: a) Que se trate de una práctica reiterada e ininterrumpida por un tiempo considerable; b) Que dicha práctica se realice con el consentimiento de las partes; c) Que ese consenso se constituya como norma rectora de determinadas relaciones; y d) Que tal práctica no contravenga disposiciones legales o contractuales.
Las opiniones doctrinarias, las exposiciones de motivos de la ley y otros trabajos preparatorios no son fuentes directas del derecho en México, pero el Poder Judicial puede reconocerlos como fuentes delegadas.
Los principios generales del derecho son fuentes secundarias del derecho. Según el criterio de la Suprema Corte Mexicana, a falta de precepto legal aplicable, el juzgador puede invocar como fundamento de su determinación los principios generales de derecho, como son el de economía procesal y celeridad en el procedimiento, los cuales se encuentran consagrados en el artículo 14 constitucional, no debiéndose entender su aplicación restringida a la materia civil, sino a todos los asuntos jurídicos, «por estimarse tales principios como la formulación más genérica de los valores establecidos por nuestro actual orden jurídico y cuya función no sólo es el llenar las lagunas de la ley, sino coadyuvar en la interpretación y aplicación del derecho».
Asimismo en materia agraria, también es aplicable la Verdad Sabida, la cual no se contrapone al texto Constitucional.

### Perú
En el sistema jurídico peruano, encuadrado dentro de la tradición romano-germano-canónica
tenemos como fuente:
La Constitución Política.
El Reglamento del Congreso.
Las leyes de la República.
Los acuerdos del pleno de carácter estatutario, como los informes que son emitidos por la constitución y reglamento.
Acuerdos parlamentarios.
La jurisprudencia del tribunal constitucional: Usos, prácticas y cortesías parlamentarias, como el voto oral de los congresistas peruanos.
La Doctrina 
La Declaración de Voluntad.
PODERES Y LAS FUNCIONES DEL ESTADO
Según Rubio (2017), nos dice que: En lo referente al Estado, se hace especial énfasis en lo que se llama "teoría de división de los poderes".
Desde mi punto de vista, nuestro país actualmente, consta de tres poderes u órganos del estado que son: El Poder Ejecutivo, El Poder Legislativo y El Poder Judicial; sin embargo existe otro poder que no necesariamente cumple con las funciones de administrar o dictaminar. Este poder del cual hablamos, es el Poder Constituyente el cual va a ser ejercido por el pueblo y como este maneja su Estado. 
Según Rubio (2017), nos dice: "Técnicamente hablando, los diversos órganos del Estado cumplen a la vez dos o más funciones estatales".
- El Órgano Legislativo, por ejemplo; tiene como función principal la legislativa pero, en adición, tiene otras administrativas.[5] Desde mi punto de vista, este poder del estado no se debe de encargar de la parte administrativa; ya que muchos de los que se encuentran dentro de este órgano, no tiene la capacidad de administrar jurídicamente, porque muchos de ellos no son especialistas en el tema y más aún porque muchos de ellos están vinculados en actos de corrupción, creando leyes o artículos que favorezcan solo a su grupo más cercano, lo cual es una problemática en nuestro país.
- El Órgano Ejecutivo, en adición a la función ejecutiva, tiene también funciones normativas generales (según el inciso 8 del artículo 118 de la Constitución de 1993, reglamenta las leyes sin transgredirlas ni desnaturalizarlas, y con los mismos límites dicta decretos y resoluciones).[5] Desde mi punto de vista, el ejecutivo se debe de encargar de que el poder legislativo, cumpla con los protocolos establecidos, y estos trabajen a favor del pueblo; sin embargo esto en nuestra realidad no se da, porque estos dos poderes están conformados por partidos políticos que solo trabajan para el beneficio de los mismos, y no para el beneficio del país, afectando a las masas que son conformadas por el último eslabón de las clases sociales en el Perú.
- El Órgano Judicial que, en adición a las funciones jurisdiccionales que realiza, tiene otras de carácter administrativo (manejo de sus propios empleados públicos), o de carácter normativo general (pues dicta diversos reglamentos propios de su función).[6] Desde mi punto de vista, este órgano no cumple con los debidos procesos administrativos, ya que muchos de los casos no son solucionados inmediatamente o en un tiempo moderado con en otros países, esto hace que nuestro sistema administrativo judicial no ayude a resolver casos, y en muchos de los casos se archive o no se solucionen.
- En conclusión, estos tres poderes son de suma importancia para la base en un Estado, ya que aportan administrativa, legislativa y políticamente, en la organización y dirección de un país, para que no existan ninguna tipo de vulneración de los derechos estipulados en la Constitución, y que estos sujetos jurídicos trabajen a beneficio del Perú.

### Brasil
El sistema jurídico brasileño es tradicionalmente organizado por las fuentes de la ley, las costumbres, la analogía, la jurisprudencia, la doctrina, los principios generales del derecho y los contratos. Pero, hay autores contemporáneos que están discutiendo el valor de los principios especiales del derecho, de las prácticas tradicionales de los pueblos autóctonos y las prácticas de ciudadanía alternativas, como las decisiones que son frutos de conciliación y mediación.

### Conclusiones
Las fuentes del derecho son la base para la creación de normas jurídicas, las cuales presentan distintas clasificaciones tomando en cuenta diferentes enfoques.
Las fuentes históricas del derecho vienen a ser las fuentes del derecho propiamente dicha, que han sido ubicadas en el espacio y tiempo por diversos autores y por distintas naciones, ello ayuda a comprobar su evolución y efecto en la sociedad.
La clasificación de las fuentes del derecho permite acercarnos con exactitud a la distribución de las fuentes en función del criterio de los autores.
Las fuentes no-jurídicas, a pesar de no sustentar base jurídica, nos permiten relacionar al derecho con otras ciencias y su influencia es vigente en el ámbito jurídico.